# سونگ گا این
جو اون شیم (کره‌ای: 조은심; زادهٔ ۲۶ دسامبر ۱۹۸۶) که بیشتر با نام هنری سونگ گا این (کره‌ای: 송가인) شناخته می‌شود، خواننده تروت اهل کره جنوبی است..